# James Martinez (lottatore)
James Martinez (Osseo, 14 novembre 1958) è un ex lottatore statunitense, specializzato nella lotta greco-romana.

## Palmarès

### Olimpiadi
- 1 medaglia:
  - 1 bronzo (Los Angeles 1984 nei pesi leggeri)